# University of Richmond
Die University of Richmond ist eine private Universität in Richmond, Virginia.
Ihre Gründung geht auf die 1830er Jahre zurück. Sie besteht aus fünf Abteilungen: School of Arts and Sciences, E. Claiborne Robins School of Business, Jepson School of Leadership Studies, University of Richmond School of Law und die School of Professional & Continuing Studies.

## Zahlen zu den Studierenden, den Dozenten und zum Vermögen
Im Herbst 2021 waren 3.890 Studierende an der University of Richmond eingeschrieben. Davon strebten 3.166 (81,4 %) ihren ersten Studienabschluss an, sie waren also undergraduates. Von diesen waren 53 % weiblich und 47 % männlich; 7 % bezeichneten sich als asiatisch, 7 % als schwarz/afroamerikanisch, 10 % als Hispanic/Latino, 58 % als weiß und weitere 11 % kamen aus dem Ausland. 724 (18,6 %) arbeiteten auf einen weiteren Abschluss hin, sie waren graduates. Es lehrten 678 Dozenten an der Universität, davon 425 in Vollzeit und 253 in Teilzeit.
Im Frühjahr 2021 hatte die Universität 4002 Studierende, davon ungefähr 3.150 Bachelor- und 850 Master-Studierende.
Der Wert des Stiftungsvermögens der Universität von Richmond lag 2022 bei 3,15 Mrd. US-Dollar und damit 6,03 % niedriger als im Jahr 2021, in dem es 3,36 Mrd. US-Dollar betragen hatte (letzteres 39,2 % höher als 2020 mit 2,41 Mrd. $). 2022 lag die Universität damit auf Platz 43 der vermögendsten Hochschulen in den USA und Kanada (2021: Platz 41).

## Historisches

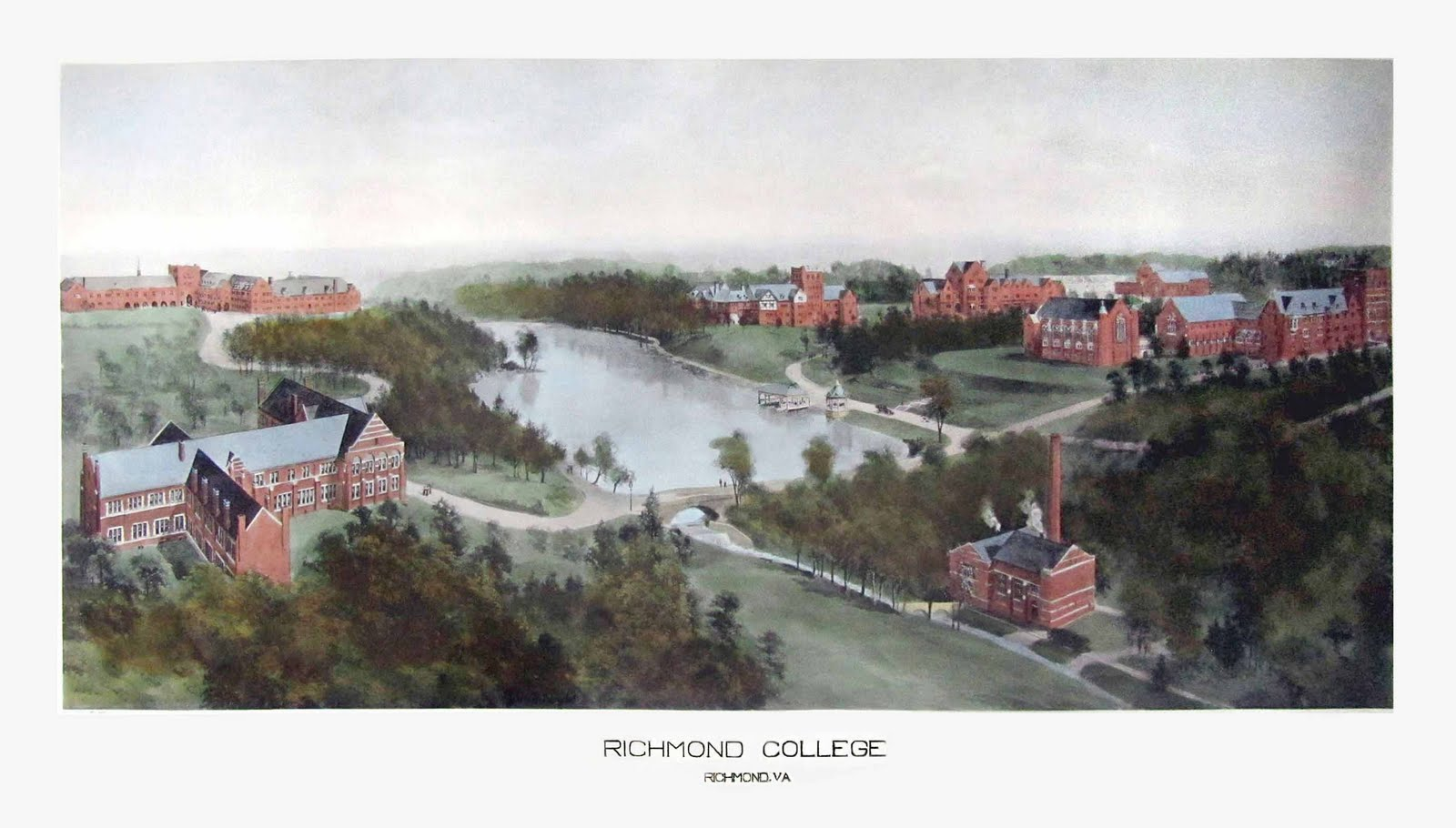
Das Richmond College 1915

1830 gründeten Baptisten ein Seminar, das 1840 zum Richmond College wurde. Ab 1910 wurde rund um dem Westhampton Lake ein neuer Campus errichtet, der vom Richmond College 1914 bezogen wurde. Auf diesem Gelände wurde auch das  Westhampton College gebaut, das ein Studium für Frauen ermöglichte.
Von 2007 bis 2015 war der Historiker Edward L. Ayers Präsident der Richmond University.

## Sport
Die Sportteams der Universität treten unter dem Namen Richmond Spiders in der Atlantic 10 Conference an.